# Piletocera melesalis
Piletocera melesalis is een vlinder van de familie van de grasmotten (Crambidae). De wetenschappelijke naam van deze soort is voor het eerst voorgesteld als Botys melesalis door Francis Walker in een publicatie uit 1859.
De soort komt voor in Pakistan en Maleisië (Sarawak).